# 山田望叶
山田 望叶（やまだ もちか、2004年8月11日 - ）は、東京都出身の日本の女優である。主に子役として活動した。レプロエンタテインメントに所属していた。

## 略歴・人物
幼稚園の頃に戦隊ヒーローものに興味を持ち、スーツアクターになる夢を持つようになった。ブルース・リーと体操選手の内村航平のファンで、自身も体操をやっている。
2011年（平成23年）、小学1年生の時に受けた「レプロハピチャリキッズオーディション」がきっかけで芸能活動を始める。デビュー作は2013年（平成25年）制作の映画『私の男』。同作のオーディションでは100名を超える応募者の中から主人公・腐野花の幼少期役に選ばれた。目標とする女優は現在の所属事務所の先輩である川島海荷。
2014年（平成26年）、NHKの連続テレビ小説『花子とアン』で、ヒロイン・安東はなの幼少期役を演じて注目される。
ドラマ『花子とアン』では、演ずる村岡花子（安東はな）が右利きのため、右利きに合わせているが、本人は左利きである。しかし、筆書きはもともと右手でマスターしており、現在は練習の成果で箸も両手で使えるようになっているという。
趣味はなぎなた、水泳、映画鑑賞・読書・旅行などで、特技はアクロバット。

## 出演

### 映画
- 私の男（2014年6月、日活） - 腐野花（幼少）役
- サムライフ（2015年2月28日、ビターズ・エンド） - アキ 役
- 映画 ビリギャル（2015年5月1日、東宝） - 工藤さやか（幼少期） 役[5]
- ホテルコパン（2016年2月13日） - 歩 役 [6]
- ふきげんな過去（2016年6月25日） - カナ 役
- グッドモーニングショー（2016年）人質少女 役
- コーヒーが冷めないうちに（2018年）- 未来 役

### テレビドラマ
- 連続テレビ小説 花子とアン（2014年3月31日 - 9月27日、NHK） - 安東はな（幼少期）役
- 遠い約束〜星になったこどもたち〜（2014年8月25日、TBS） - 田中さとみ 役
- ウロボロス〜この愛こそ、正義。 第1話（2015年1月16日、TBS） - 西田由紀菜 役
- 表参道高校合唱部!（2015年7月17日 - 9月25日、TBS） - 香川真琴（幼少期） 役
- コウノドリ 第3話（2015年10月30日、TBS） - 瀬戸遙香 役

### バラエティ
- 伝えてピカッチ 子役スペシャル（2014年4月26日、NHK）